# (Fruktoza-bisfosfat aldolaza)-lizin N-metiltransferaza
(Fruktoza-bisfosfat aldolaza)-lizin -metiltransferaza (EC 2.1.1.259, rubisko metiltransferaza, ribuloza-bisfosfat-karboksilaza/oksigenaza N-metiltransferaza, ribuloza-1,5-bisfosfat karboksilaza/oksigenaza velike podjedinice epsilon N-metiltransferaza, S-adenozil--metionin:(3-fosfo-D-glicerat-karboksi-lijaza (dimerizacija))-lizin 6-N-metiltransferaza) je enzim sa sistematskim imenom S-adenozil--metionin:(fruktoza-bisfosfat aldolaza)-lizin 6-metiltransferaza. Ovaj enzim katalizuje sledeću hemijsku reakciju
3 -adenozil--metionin + [fruktoza-bisfosfat aldolaza]-L-lizin {\displaystyle \rightleftharpoons } 3 S-adenozil-L-homocistein + [fruktoza-bisfosfat aldolaza]-6,6,6-trimetil-L-lizin
Ovaj enzim metiliše konzervirani lizin u C-terminalom delu fruktoza-bisfosfatne aldolaze (EC 4.1.2.13) viših biljaka.

## Literatura
- Nicholas C. Price; Lewis Stevens (1999). Fundamentals of Enzymology: The Cell and Molecular Biology of Catalytic Proteins (Third изд.). USA: Oxford University Press. ISBN 019850229X.
- Eric J. Toone (2006). Advances in Enzymology and Related Areas of Molecular Biology, Protein Evolution (Volume 75 изд.). Wiley-Interscience. ISBN 0471205036.
- Branden C; Tooze J. Introduction to Protein Structure. New York, NY: Garland Publishing. ISBN 0-8153-2305-0.
- Irwin H. Segel. Enzyme Kinetics: Behavior and Analysis of Rapid Equilibrium and Steady-State Enzyme Systems (Book 44 изд.). Wiley Classics Library. ISBN 0471303097.

## Spoljašnje veze
- (fructose-bisphosphate+aldolase)-lysine+N-methyltransferase на 